# Friedrich Hannibal von Thurn und Taxis

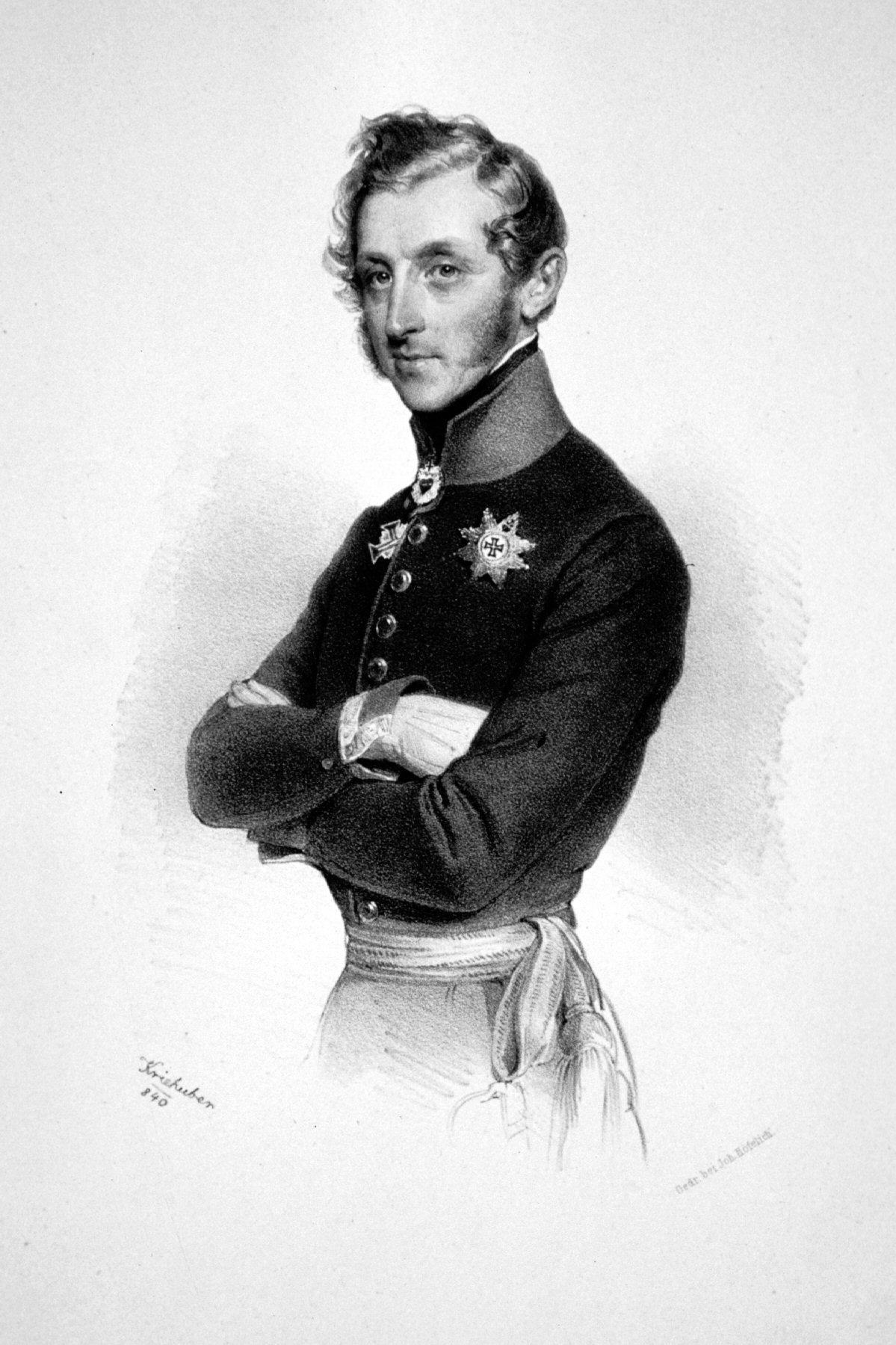
Friedrich Hannibal Prinz von Thurn und Taxis

Friedrich Hannibal Prinz von Thurn und Taxis (* 3. September 1799 in Prag; † 17. Januar 1857 in Venedig) war ein kaiserlich-österreichischer General der Kavallerie aus der böhmischen Linie des Hauses Thurn und Taxis.

## Leben

### Herkunft
Sohn von Prinz Maximilian Joseph von Thurn und Taxis (1769–1831) und der Maria Eleonore Prinzessin von Lobkowitz (1770–1834).

### Militärkarriere
Friedrich Hannibal wurde privat erzogen, im Juni 1809 erhielt er im sächsischen Regiment Garde du Corps das Patent als Premierleutnant. Im Oktober 1814 trat er als Oberleutnant in die k. k. Armee über und nahm im März 1815 am sporadischen Feldzug des österreichischen Korps nach Paris teil. 1817 begleitete er Erzherzogin Leopoldine nach Brasilien und kehrte danach wieder nach Europa zurück. 1821 wurde er bei kaiserlichen Kavallerie zum Rittmeister und 1829 zum Major befördert. 1830 fungierte er kurzfristig als Adjutant des Gouverneurs von Mainz, Ferdinand von Württemberg. 1831 befehligte er einen Cholera-Kordon an der Donau, wobei er schwer erkrankte.
Mit seiner Beförderung zum Oberst 1833 war das Kommando über ein Regiment verbunden. Schon 1838 als Landmann in Tirol immatrikuliert, bekam er 1842 auch das ungarische Indigenat. 1840 zum Generalmajor befördert, übernahm er eine Kavallerie-Brigade in Proßnitz. 1842 wurde ihm die Führung einer Infanterie-Brigade in Prag übertragen. Nach seiner Ernennung zum Feldmarschallleutnant erhielt er im Jänner 1848 das Kommando über die Reserve-Division im II. Armeekorps im Italienischen Unabhängigkeitskrieg.
Am Feldzug von 1848 nahm er – wie sein Bruder Generalmajor Wilhelm von Thurn und Taxis
(1801–1848) – im Verband des II. Korps unter FML Konstantin d’Aspre teil. Seine Truppen kamen unter Feldmarschall Radetzky am 26. und 27. Juli in der Schlacht bei Volta und beim Einzug in Mailand zum Einsatz. Im Märzfeldzug von 1849 nahm er an der Schlacht bei Novara teil und kam darauf mit seiner Division nach Prag. Er bereiste 1850 Schweden und wurde im Oktober 1851 Militärkommandant in Linz. Im Jahr 1851 ernannte ihn der Kaiser zum Inhaber des Infanterie-Regiments Nr. 50. Im Herbst 1853 fungierte er als Militärbeobachter bei den Manövern des preußischen Gardekorps in Berlin. Unmittelbar nach seiner Rückkehr wurde er in der Hofburg zum Kapitän der Trabantenleibgarde berufen. Am 20. April 1854 wurde er schließlich zum General der Kavallerie befördert, im Juni trat er seinen Dienst als Obersthofmeister der Kaiserin Elisabeth an, die er 1856 auf ihrer Reise nach Venedig begleitete. Prinz Friedrich Hannibal starb am 17. Jänner 1857 an Nervenfieber und wurde auf dem Santa Lucia-Friedhof bei Vicenza an der Seite seines Bruders Wilhelm bestattet.

## Ehe und Nachkommen

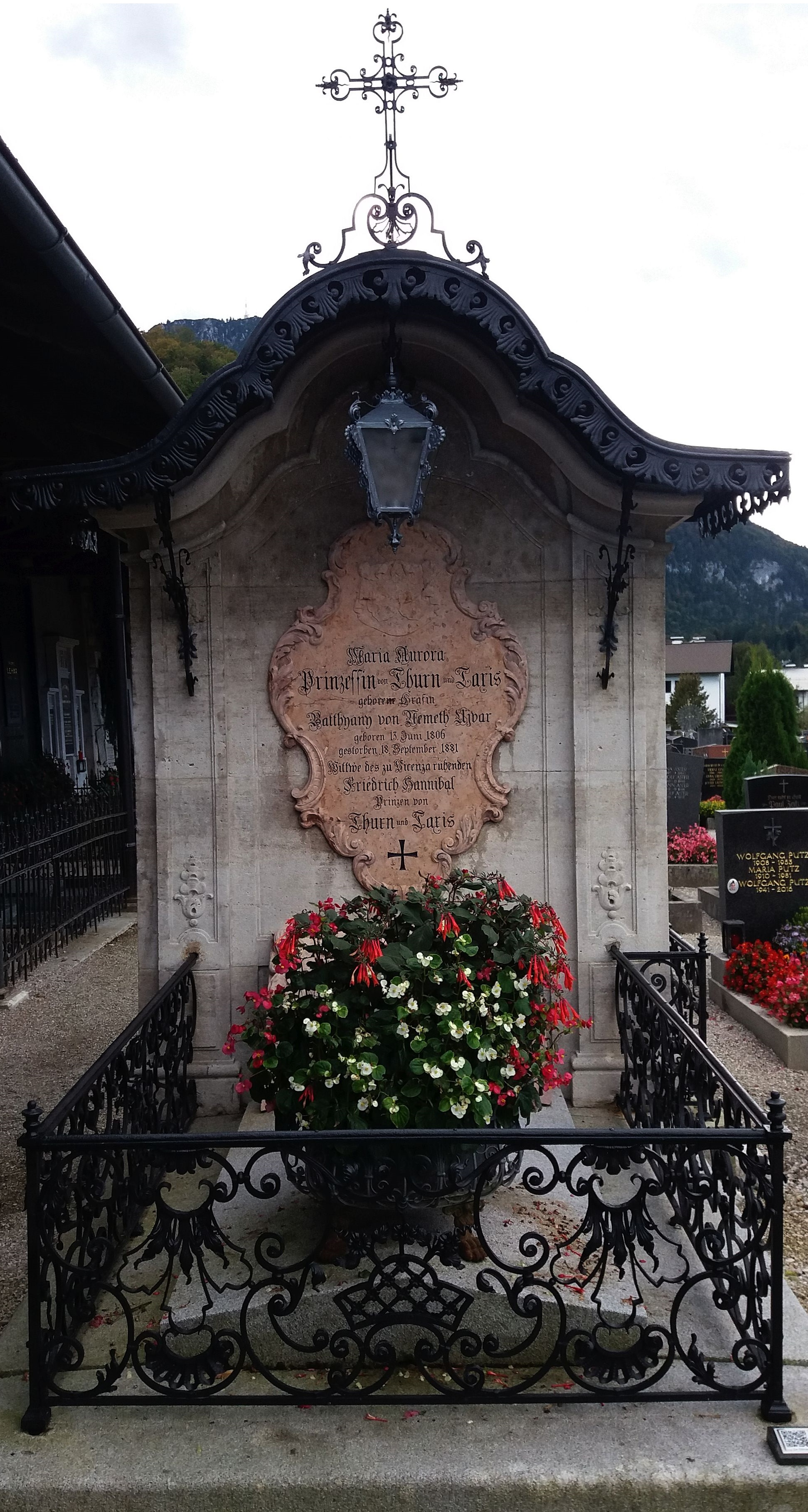
Grab von Friedrich Hannibals Ehefrau Maria Antonia Aurora, geb. Batthyány von Német-Ujvár, auf dem Friedhof Bad Ischl

Friedrich Hannibal schloss 1831 die Ehe mit Maria Antonia Aurora (* 13. Juni 1806 in Ofen; † 18. September 1881 in Bad Ischl), Gräfin Batthyány von Német-Ujvár, das Paar hatte 7 Kinder:
- Lamoral Friedrich (1832–1903), Feldmarschall-Leutnant und Divisionär[2]
- Rosa, Prinzessin von Thurn und Taxis (1833–1907)
- Helene, Prinzessin von Thurn und Taxis (1836–1901), Hofdame von Kaiserin Elisabeth
- Laura, Prinzessin von Thurn und Taxis (geboren und gestorben im Juli 1838)
- Friedrich Arthur (1839–1906), Titular-Generalmajor
- Arthur, Prinz von Thurn und Taxis (1842–1848)
- Irene, Prinzessin von Thurn und Taxis (geboren und gestorben im 1847)